# Garnison de Châlons-en-Champagne
Châlons-en-Champagne, anciennement Châlons-sur-Marne, préfecture du département de la Marne a longtemps été une importante ville de garnison. Elle a cependant été particulièrement touchée par la réforme de la carte militaire en 2015.
Cet article dresse une liste des unités militaires (hors Gendarmerie) ayant tenu et tenant actuellement garnison à Châlons-en-Champagne.

## De 1872 à 1939

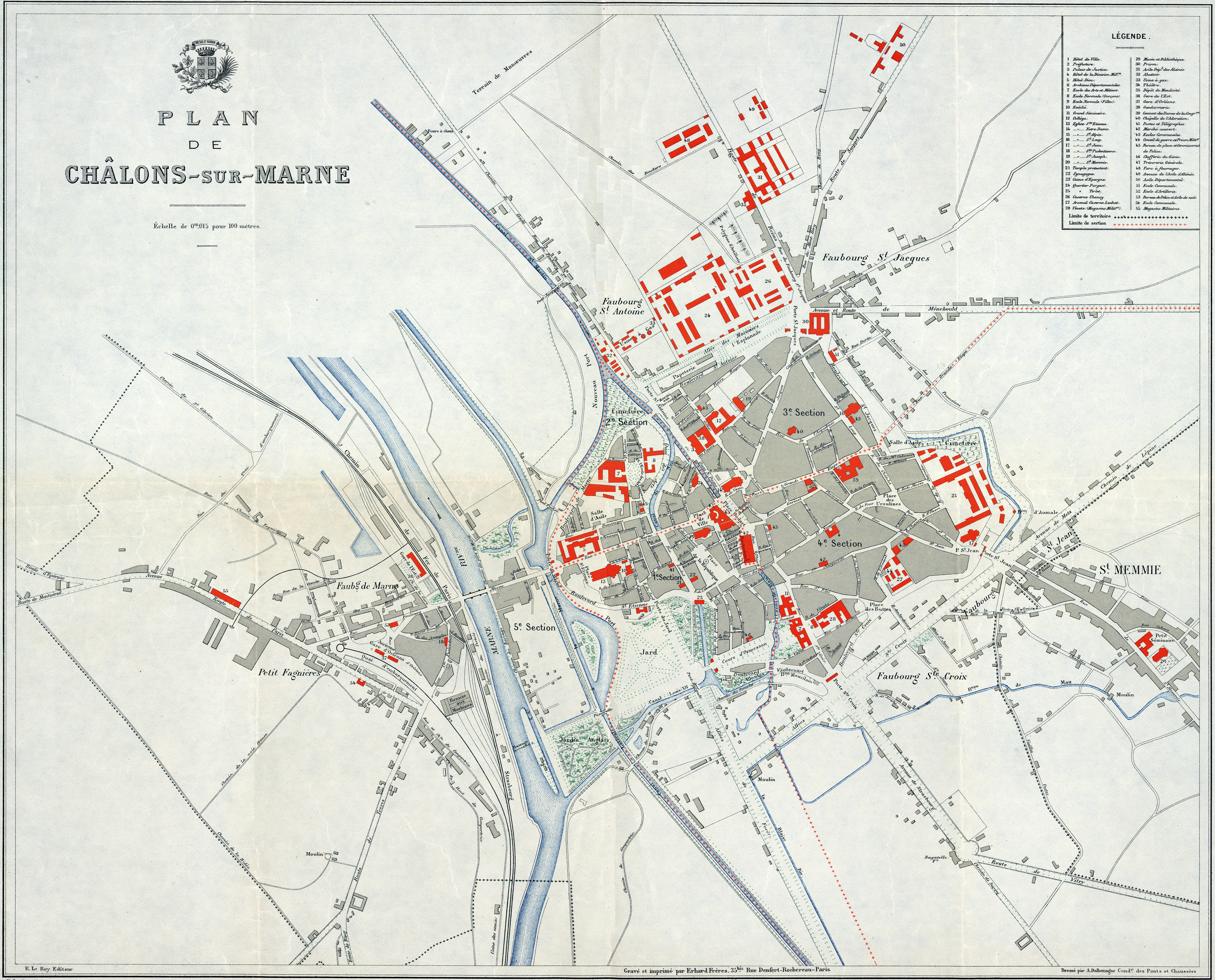
Fin XIXe siècle, N° 44 le conseil de guerre et prison militaire, N°46 chefferie du génie, N°48 le fourrage, N°52 l'école d'artillerie, N°55 magasins militaires, quartiers : Forgeot, Tirlet Chanzy, Lochet, Vinetz (magasins) N° 24 à 28.

### État-Major
- État-Major du 6e corps d'armée, (avant) 1906 à 1914.

### Régiments
- 106e régiment d'infanterie, de 1880 à 1914 puis de 1920 à 1939 ;
- 15e régiment de chasseurs à cheval, en 1907 puis en 1927 ;
- 25e régiment d'artillerie, de 1872 (création) à 1914 puis en 1939 ;
- 1er groupe du 372e régiment d'artillerie lourde sur voie ferrée, en 1939 ;
- 512e régiment de chars de combat, en 1939 ;
  - 23e bataillon de chars de combat,
  - 28e bataillon de chars de combat.

### Autre
- Centre mobilisateur n°512, 1939

## De 1945 à 2015

### États-majors
- État-major de la 10e division blindée, du 1er août 1977 au 31 août 1997 ;
- État-major de la 2e division blindée, de 1997 à 1999 ;
- État-major de la 1re brigade mécanisée, du 1er juillet 1999 au 21 juillet 2015.

### Régiments
- 40e régiment d'artillerie, de 1953 à 1975 ;
- 10e régiment de commandement et de soutien, de 1977 à 1997 ;
- 2e compagnie de maintenance électronique et armement du 8e régiment du matériel, de 1999 à 2008 ;
- 402e régiment d'artillerie, du 15 août 1976 au 1er juillet 2012 ;
- 1er régiment d'artillerie de marine, du 19 juin 2012 au 30 juin 2015 ;
- 1re compagnie de commandement et de transmissions, du 1er juillet 1999 au 21 juillet 2015.

### Autres
- École de l'artillerie, de 1952 à 1976 ;
- Hôpital militaire Pierre Bayen, fermé en 1999 ;
- Établissement régional du matériel ;
- Commissariat de l'armée de terre de Châlons-en-Champagne, de 1999 à 2012 ;

## Aujourd'hui
- Unité de soutien de l'infrastructure de la Défense (ex-Direction des travaux du Génie puis établissement du Génie) ;
- Centre du service national ;
- 37e antenne médicale ;
- Détachement du Service militaire volontaire, depuis le 16 janvier 2017.

## Galerie

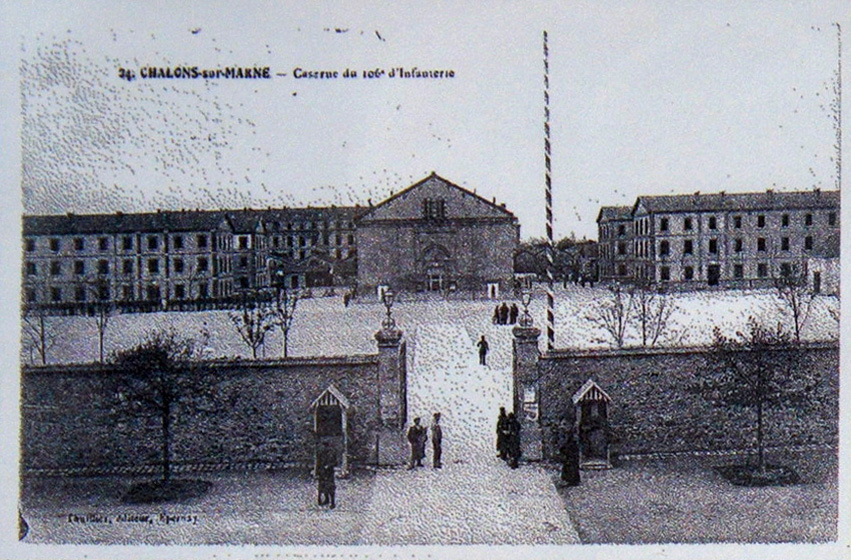
Ancien quartier Chanzy avec le 106e RI.
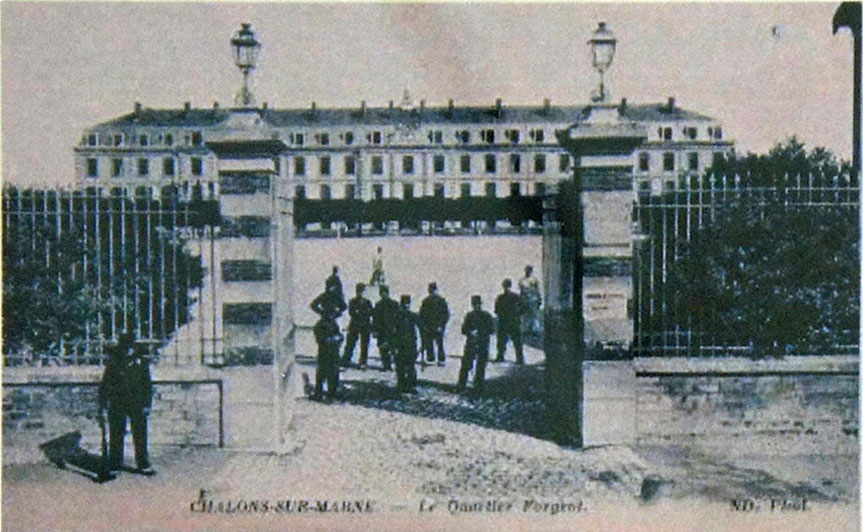
Ancien quartier Forgeot.
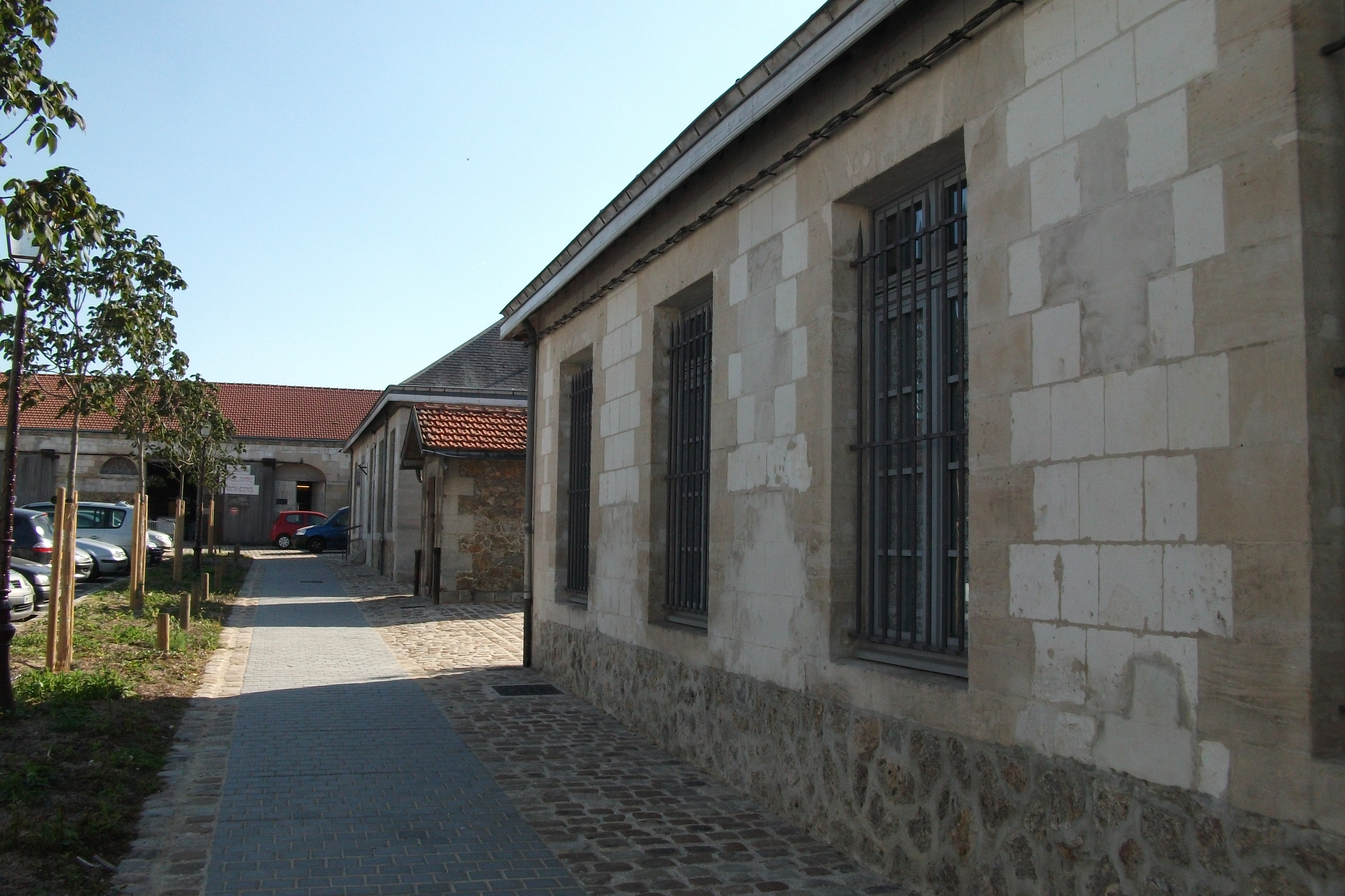
Infirmerie de l'ancien quartier Tirlet.
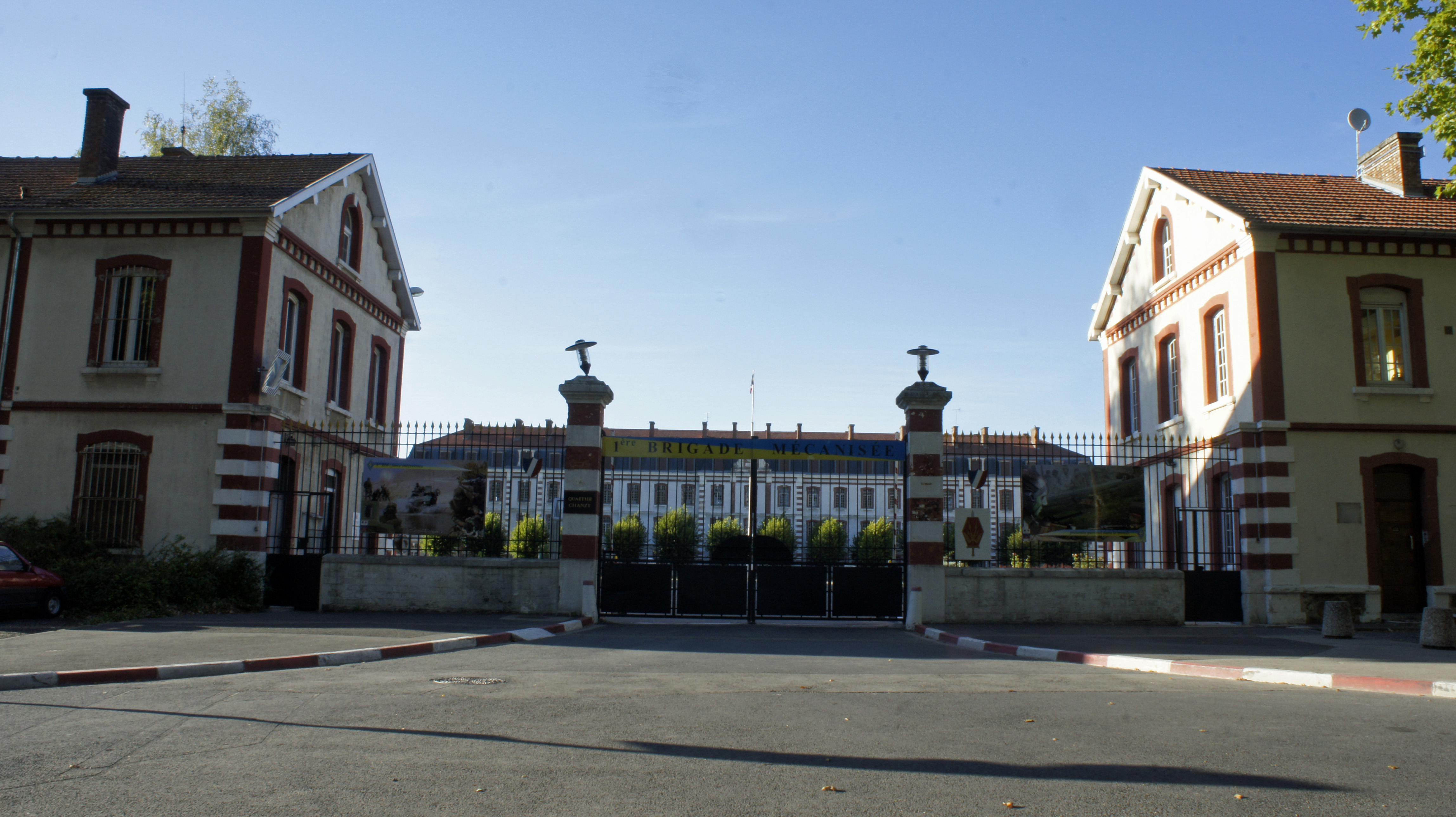
Quartier Forgeot Chanzy avec la 1re BM.

## Sources
- [PDF] Localisation et évolution de l'emploi militaire châlonnais, février 2014, sur le site du Pays de Châlons-en-Champagne.
- « Retour sur près de 250 ans d’histoire militaire à Châlons », article L'Union du 29 juin 2015.